# Vagmania ramulosa
Vagmania ramulosa är en tvåvingeart som beskrevs av Krek 1972. Vagmania ramulosa ingår i släktet Vagmania och familjen fjärilsmyggor. Inga underarter finns listade i Catalogue of Life.